# Philippe Clement
Philippe Clement (ur. 22 marca 1974 w Antwerpii) – belgijski piłkarz grający na pozycji środkowego obrońcy lub defensywnego pomocnika.

## Kariera klubowa
Clement pochodzi z Antwerpii, a piłkarską karierę rozpoczynał w tamtejszym klubie Beerschot VAC. W 1992 roku zadebiutował w jego barwach w drugiej lidze, a w 1995 wystąpił w barażach o awans do pierwszej ligi, jednak to zespół KRC Harelbeke awansował do ekstraklasy. Po sezonie Clement przeszedł do Racingu Genk, z którym na koniec sezonu udało mu się uzyskać promocję. Przez kolejne dwa sezony występował z Racingiem na boiskach pierwszej ligi. W 1998 roku wywalczył wicemistrzostwo kraju, a także zdobył Puchar Belgii.
Latem 1998 Clement przeszedł do angielskiego Coventry City. Kosztował 625 tysięcy funtów. W drużynie Gordona Strachana zadebiutował 7 listopada w wygranym 2:1 wyjazdowym spotkaniu z Blackburn Rovers, w którym zaliczył asystę. W Coventry zaliczył tylko 12 spotkań ligowych i po sezonie wrócił do Belgii.
Nowym klubem Philippe'a został Club Brugge i od początku występował w pierwszym składzie. Miał udział w dwukrotnym wywalczeniu mistrzostwa Belgii w latach 2003 i 2005 oraz Pucharu Belgii w 2004. W sezonie 2005/2006 zajął z Brugge 3. miejsce w lidze. Natomiast w 2007 roku zdobył z nim kolejny Puchar Belgii, dzięki zwycięstwu 1:0 w finale ze Standardem Liège.
W 2009 roku Clement przeszedł do Germinalu Berschot z Antwerpii. W 2011 roku zakończył w nim swoją karierę.
| Sezon   | Klub               | Kraj   | Rozgrywki     | Mecze | Bramki |
| ------- | ------------------ | ------ | ------------- | ----- | ------ |
| 1992/93 | Beerschot VAC      | Belgia | Tweede Klasse | 6     | 0      |
| 1993/94 | Beerschot VAC      | Belgia | Tweede Klasse | 8     | 1      |
| 1994/95 | Beerschot VAC      | Belgia | Tweede Klasse | 34    | 0      |
| 1995/96 | Racing Genk        | Belgia | Tweede Klasse | 33    | 1      |
| 1996/97 | Racing Genk        | Belgia | Eerste Klasse | 23    | 0      |
| 1997/98 | Racing Genk        | Belgia | Eerste Klasse | 30    | 2      |
| 1998/99 | Coventry City      | Anglia | Premiership   | 12    | 0      |
| 1999/00 | Club Brugge        | Belgia | Eerste Klasse | 31    | 4      |
| 2000/01 | Club Brugge        | Belgia | Eerste Klasse | 16    | 4      |
| 2001/02 | Club Brugge        | Belgia | Eerste Klasse | 32    | 6      |
| 2002/03 | Club Brugge        | Belgia | Eerste Klasse | 29    | 5      |
| 2003/04 | Club Brugge        | Belgia | Eerste Klasse | 31    | 4      |
| 2004/05 | Club Brugge        | Belgia | Eerste Klasse | 24    | 4      |
| 2005/06 | Club Brugge        | Belgia | Eerste Klasse | 22    | 4      |
| 2006/07 | Club Brugge        | Belgia | Eerste Klasse | 29    | 2      |
| 2007/08 | Club Brugge        | Belgia | Eerste Klasse | 20    | 2      |
| 2008/09 | Club Brugge        | Belgia | Eerste Klasse | 22    | 3      |
| 2009/10 | Germinal Beerschot | Belgia | Eerste Klasse | 26    | 2      |
| 2010/11 | Germinal Beerschot | Belgia | Eerste Klasse | 28    | 0      |

## Kariera reprezentacyjna
W reprezentacji Belgii Clement zadebiutował 25 marca 1998 roku w zremisowanym 2:2 towarzyskim spotkaniu z Norwegią. W tym samym roku selekcjoner Georges Leekens powołał go do kadry na Mistrzostwa Świata we Francji. Clement zaliczył na nich dwa spotkania grupowe: zremisowane 0:0 z Holandią i 1:1 z Koreą Południową. W 2000 roku znalazł się w kadrze Belgów na Euro 2000, którego Belgowie byli współgospodarzem. Na tym turnieju był rezerwowym i nie wystąpił w żadnym spotkaniu.